# Denton Darrow Green
Denton Darrow Green var ett slott i Storbritannien.   Det fannsr i grevskapet Norfolk och riksdelen England, i den sydöstra delen av landet. Platsen ligger 46 meter över havet.
Terrängen runt Denton Darrow Green är platt, och sluttar österut. Trakten runt Denton Darrow Green består till största delen av jordbruksmark.